# Église Saint-Antoine-Saint-Sulpice de Grigny
L'église Saint-Antoine-Saint-Sulpice de Grigny est une église paroissiale catholique, dédiée à saint Antoine et saint Sulpice, située dans la commune française de Grigny et le département de l'Essonne.

## Historique
L'édifice primitif est construit au XIIe siècle. L'église est agrandie au XIVe siècle et restaurée au XVIIIe siècle. 